# Адасовські
Адасовські (пол. Adasowski, рос. Адасовские) — дворянський рід.

## Походження
Згідно родинному переказу нащадки польського шляхтича Адама Адамовича Адасовського та його дружини, доньки ніжинського полкового хорунжого, NN Іванівни Зеленко (1685).

## Опис герба
В червоному полі три срібних пояси (Корчак).

## Представники роду
- Адасовська (Заньковецька), Марія Костянтинівна(1854—1934) — українська акторка і театральна діячка, провідна зірка українського театру кінця ХІХ і початку ХХ століть.
- Адасовський, Євтихій Костянтинович (1846—1898) — генерал-майор артилерії Російської імператорської армії, теоретик артилерійської справи, учасник Російсько-турецької війни 1877-1878 рр.